# جولیوس بیادا
جولیوس بیادا (انگلیسی: Julius Biada؛ زادهٔ ۳ نوامبر ۱۹۹۲) بازیکن فوتبال اهل آلمان است.
از باشگاه‌هایی که در آن بازی کرده‌است می‌توان به باشگاه فوتبال دارمشتات ۹۸، باشگاه فوتبال کایزرسلاوترن، باشگاه فوتبال اس‌سی فورتونا کلن، و باشگاه فوتبال آینتراخت برانشوایگ اشاره کرد.